# Inter-Provincial Cup 2018
Die Inter-Provincial Cup 2018 (aus Sponsoringgründen auch Hanley Energy Inter-Provincial Cup 2018) ist die sechste Saison des nationalen List-A-Cricket-Wettbewerbes in Irland der vom 28. Mai bis zum 9. September 2018 ausgetragen wurde. Es war die zweite Austragung des Wettbewerbes, die vom Weltverband International Cricket Council List A Status verliehen bekommen hat.

## Format
Jede Mannschaft spielt gegen jede andere jeweils zwei Mal. Für einen Sieg gibt es 4 Punkte, für ein No Result oder Unentschieden 2 Punkte. Des Weiteren gibt es einen Bonuspunkt, wenn die Run Rate 1,25-mal größer ist als die des Gegners.

## Resultate
Tabelle
| Teams               | Sp. | S | N | U | R | NR | BP | Ded | Punkte | NRR    |
| ------------------- | --- | - | - | - | - | -- | -- | --- | ------ | ------ |
| Leinster Lightning  | 4   | 3 | 0 | 0 | 0 | 1  | 1  | 0   | 15     | +0.818 |
| North West Warriors | 4   | 1 | 2 | 0 | 0 | 1  | 0  | 0   | 6      | −0.636 |
| Northern Knights    | 4   | 1 | 3 | 0 | 0 | 0  | 1  | 0   | 5      | −0.149 |

Spiele
| 28. Mai Scorecard | Belfast | Northern Knights 226 (47.1)               | – | North West Warriors 227-2 (46.3) |
|                   |         | North West Warriors gewinnt mit 8 Wickets |   |                                  |

| 4. Juni Scorecard | Dublin (The Vineyard) | Leinster Lightning 277-6 (50)          | – | Northern Knights 224 (42.3) |
|                   |                       | Leinster Lightning gewinnt mit 53 Runs |   |                             |

| 19. Juni Scorecard | Eglinton | North West Warriors 137-6 (40/40) | – | Leinster Lightning |
|                    |          | No Result                         |   |                    |

| 1. Juli Scorecard | Belfast | Northern Knights 235-9 (50)              | – | Leinster Lightning 239-7 (48.3) |
|                   |         | Leinster Lightning gewinnt mit 3 Wickets |   |                                 |

| 16. Juli Scorecard | Eglinton | North West Warriors 139 (38)           | – | Northern Knights 141-8 (38.5) |
|                    |          | Northern Knights gewinnt mit 2 Wickets |   |                               |

| 9. September Scorecard | Dublin (Leinster CCC) | Leinster Lightning 253-8 (50)          | – | North West Warriors 195 (42.1) |
|                        |                       | Leinster Lightning gewinnt mit 58 Runs |   |                                |